# 스콧 브라운 (정치인)
스콧 필립 브라운(영어: Scott Philip Brown, 1959년 9월 12일 메인주 키터리(Kittery) ~ )은 미국의 정치인, 외교관이다. 소속 정당은 공화당이다.

## 성장 과정
1959년 9월 12일 메인주 키터리에서 클로드 브루스 브라운(Claude Bruce Brown)과 주디스 앤 "주디" 브라운(Judith Ann "Judi" Brown, 결혼 이전의 성(姓)은 러그(Rugg)) 부부의 아들로 태어났지만 그가 1세였던 시절에 부모가 이혼하고 만다. 그의 아버지가 매사추세츠주 뉴버리포트 시 의회 의원을 역임했기 때문에 청년 시절에는 여름철에 뉴햄프셔주 포츠머스를 방문했다. 그의 아버지와 할아버지는 공화당 당원으로 활동했다.
1977년에는 웨이크필드 고등학교(Wakefield High School)를 졸업했고 1981년에는 터프츠 대학교에서 우등 학사 학위를 받았다. 1985년에는 보스턴 칼리지 산하 로스쿨에서 법학박사 학위를 받았다.

## 병역
고등학교 재학 중이던 1979년에 매사추세츠주 방위군에 입대했다. 입대 직후에는 뉴저지주에 위치한 포트 딕스 육군 기지(Fort Dix)에서 기초 군사 훈련을 받았고 노스이스턴 대학교에서 예비역 장교 훈련 과정(Reserve Officers' Training Corps)을 수행했다. 처음에는 일반 보병, 군수품 요원, 공수부대 요원 훈련을 받았고 1994년에는 법무병과(Judge Advocate General's Corps) 요원으로 임명되었다.
2001년에 일어난 9·11 테러 이후에는 미국의 본토 방어에 기여한 공로를 인정받아 육군 표창 메달(Army Commendation Medal)을 받았다. 2012년 8월 1일에는 존 매케인 상원 의원에 의해 육군 대령 계급으로 승진했고 2014년 5월 13일에 퇴역하면서 수훈장을 받았다.

## 정치인
1992년 매사추세츠주 렌섬(Wrentham)에서 세무 평가 위원으로 선출되었으며 1995년에는 렌섬 도시 행정 위원으로 선출되었다. 1998년부터 2004년까지 공화당 소속 매사추세츠주 하원 의원을 역임했고 2004년 3월 25일부터 2010년 2월 4일까지 공화당 소속 매사추세츠주 상원 의원을 역임했다.
2009년 9월 12일에는 매사추세츠주 대표 미국 상원 의원을 역임한 에드워드 M. 케네디(Edward M. Kennedy)가 사망하면서 보궐선거 출마 의사를 표명했다. 2010년 1월 19일에 실시된 매사추세츠주 대표 미국 상원 의원 보궐선거에서는 매사추세츠주 법무장관을 역임한 민주당의 마사 코클리(Martha Coakley) 후보를 누르고 당선되었다. 2010년 2월 4일부터 2013년 1월 3일까지 매사추세츠주 대표 미국 상원 의원을 역임했다.
2012년 11월 6일에 실시된 매사추세츠주 대표 미국 상원 의원 선거에서는 민주당의 엘리자베스 워런(Elizabeth Warren) 후보에게 패배하면서 낙선했다. 2014년 11월 4일에 실시된 뉴햄프셔주 대표 미국 상원 의원 중간 선거에서는 민주당의 진 섀힌(Jeanne Shaheen) 후보에게 패배하면서 낙선했다. 2017년 6월 27일에는 뉴질랜드 주재 미국 대사로 임명되었고 2017년 7월 28일에는 사모아 주재 미국 대사로 임명되었다.

## 역대 선거 결과
| 선거명        | 직책명                                      | 대수  | 정당   | 득표율 | 득표수      | 결과 | 당락                       |
| ------------- | ------------------------------------------- | ----- | ------ | ------ | ----------- | ---- | -------------------------- |
| 1998년 선거   | 하원의원 (매사추세츠 노퍽 제9선거구)        | 181대 | 공화당 | 50.05% | 8,036표     | 1위  | 매사추세츠 주의원 당선     |
| 2000년 선거   | 하원의원 (매사추세츠 노퍽 제9선거구)        | 182대 | 공화당 | 68.65% | 14,163표    | 1위  | 매사추세츠 주의원 당선     |
| 2002년 선거   | 하원의원 (매사추세츠 노퍽 제9선거구)        | 183대 | 공화당 | 99.35% | 11,956표    | 1위  | 매사추세츠 주의원 당선     |
| 2004년 재선거 | 상원의원 (노퍽, 브리스톨 & 미들젝스 선거구) | 183대 | 공화당 | 50.37% | 18,867표    | 1위  | 매사추세츠 주의원 당선     |
| 2004년 선거   | 상원의원 (노퍽, 브리스톨 & 미들젝스 선거구) | 184대 | 공화당 | 50.53% | 41,889표    | 1위  | 매사추세츠 주의원 당선     |
| 2006년 선거   | 상원의원 (노퍽, 브리스톨 & 미들젝스 선거구) | 185대 | 공화당 | 98.09% | 46,972표    | 1위  | 매사추세츠 주의원 당선     |
| 2008년 선거   | 상원의원 (노퍽, 브리스톨 & 미들젝스 선거구) | 186대 | 공화당 | 58.47% | 49,795표    | 1위  | 매사추세츠 주의원 당선     |
| 2010년 재선거 | 상원의원 (매사추세츠 제1부)                 | 112대 | 공화당 | 51.83% | 1,168,178표 | 1위  | 매사추세츠주 상원의원 당선 |
| 2012년 선거   | 상원의원 (매사추세츠 제1부)                 | 113대 | 공화당 | 46.19% | 1,458,048표 | 2위  | 낙선                       |
| 2014년 선거   | 상원의원 (뉴햄프셔 제1부)                   | 114대 | 공화당 | 48.21% | 235,347표   | 2위  | 낙선                       |